# Sidney C. Roach

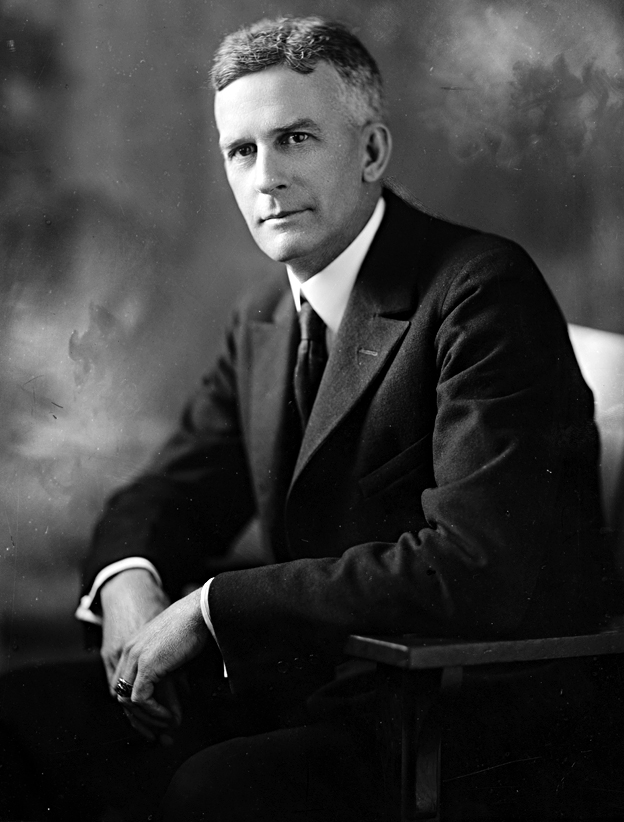
Sidney C. Roach

Sidney Crain Roach (* 25. Juli 1876 in Linn Creek, Camden County, Missouri; † 29. Juni 1934 in Kansas City, Missouri) war ein US-amerikanischer Politiker. Zwischen 1921 und 1925 vertrat er den Bundesstaat Missouri im US-Repräsentantenhaus.

## Werdegang
Sidney Roach besuchte die öffentlichen Schulen seiner Heimat. Nach einem anschließenden Jurastudium an der St. Louis Law School, der späteren Washington University, und seiner 1897 erfolgten Zulassung als Rechtsanwalt begann er in Linn Creek in diesem Beruf zu arbeiten. Zwischen 1898 und 1909 fungierte er als Staatsanwalt im Camden County. Von 1900 bis 1924 war er Vorstandsmitglied der National Bank of Linn Creek. Gleichzeitig schlug Roach als Mitglied der Republikanischen Partei eine politische Laufbahn ein. Zwischen 1909 und 1913 saß er als Abgeordneter im Repräsentantenhaus von Missouri. Im Jahr 1912 war er Delegierter zur Republican National Convention in Chicago, auf der Präsident William Howard Taft zur dann erfolglosen Wiederwahl nominiert wurde.
Bei den Kongresswahlen des Jahres 1920 wurde Roach im achten Wahlbezirk von Missouri in das US-Repräsentantenhaus in Washington, D.C. gewählt, wo er am 4. März 1921 die Nachfolge des Demokraten William L. Nelson antrat. Nach einer Wiederwahl konnte er bis zum 3. März 1925 zwei Legislaturperioden im Kongress absolvieren. Seit 1925 war er Vorsitzender des Ausschusses zur Kontrolle der Ausgaben des Justizministeriums.
Im Jahr 1924 unterlag er seinem Amtsvorgänger Nelson, der damit sein altes Mandat zurückgewann. Roach zog nach St. Louis, wo er als Anwalt praktizierte. Er starb am 29. Juni 1934 in Kansas City.